# Reserva Indígena Mashco Piro
Koordinaten: 10° 36′ 25,6″ S, 71° 51′ 58″ W
Die Reserva Indígena Mashco Piro ist ein Schutzgebiet für die indigene Bevölkerung im Westen der Provinz Purús in der Region Ucayali in Ost-Peru. Am 11. Juni 1998 wurde die Reserva Territorial Mashco Piro eingerichtet. Sie besaß eine Fläche von 7688,48 km². Am 19. Mai 2016 wurde das Schutzgebiet im Rahmen des Decreto Supremo Nº 007-2016-MC in die jetzige Reserva Indígena Mashco Piro umgewandelt. Diese hat eine Fläche von 8160,57 km².

## Lage
Das Indianerreservat erstreckt sich über den Südwesten des Distrikts Purús in der gleichnamigen Provinz. Es liegt im Amazonastiefland und umfasst das Quellgebiet des Río Purús. Das Schutzgebiet ist offenbar Teil des Nationalparks Alto Purús.

## Bevölkerung
In dem Reservat leben die von der Außenwelt isolierten indigenen Volksgruppen der Mashco-Piro und Mastanahua. Die Menschen ernähren sich von der Jagd, vom Fischfang und dem Sammeln von Früchten und anderem Essbaren. Sie sind weitgehend ohne medizinische Versorgung und wenig immun gegen bekannte Viren und Bakterien.